# Aitor González Jiménez

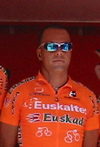
Aitor González Jiménez

Aitor González Jiménez (* 27. Februar 1975 in Zumarraga, Gipuzkoa) ist ein ehemaliger spanischer Radrennfahrer.

## Erfolge
González war seit 1998 Profi und fuhr zuletzt für Euskaltel-Euskadi. Zuvor fuhr er unter anderem für die Profi-Radsportteams Kelme und Fassa Bortolo. Er hat nachstehende Erfolge (kleine Auswahl) aufzuweisen:
2001
- Gesamtwertung Murcia-Rundfahrt

2002
- zwei Etappen Giro d’Italia
- Gesamtwertung Vuelta a España

2003
- Giro della Provincia di Reggio Calabria

2003
- eine Etappe Giro d’Italia

2004
- eine Etappe Tour de France

2005
- Gesamtwertung Tour de Suisse

## Doping
Aitor González wurde bei der Spanienrundfahrt im Jahre 2005 auf Steroide positiv getestet. Der spanische Verband sprach ihn vom Vorwurf des Dopingvergehens frei, nachdem González das positive Testergebnis auf die Einnahme verunreinigter Nahrungs-Ergänzungsmittel zurückführte. Die UCI erkannte diesen Freispruch jedoch nicht an und bewirkte vor dem CAS eine Zweijahressperre, die von September 2005 bis September 2007 dauerte.